# Inferno (filme estadunidense de 1999)
Coyote Moon (Brasil: Inferno ) é um filme estadunidense de 1999, do gênero ação, dirigido por John G. Avildsen.

## Sinopse
Eddie Lomax Jean-Claude Van Damme é um atormentado ex-combatente que vai visitar um velho amigo dos tempos de exército numa pequena cidade americana. No caminho termina por se envolver com os valentões locais, que o deixam à beira da morte. Depois de recuperado, Lomax parte em busca de vingança.

## Elenco
- Jean-Claude Van Damme .... Eddie Lomax
- Pat Morita .... Jubal Early
- Danny Trejo .... Johnny
- Gabrielle Fitzpatrick .... Rhonda
- Vincent Schiavelli .... Mr. Singh
- Jaime Pressly .... Dottie
- Ford Rainey .... Pops
- Paul Koslo .... Ives
- Priscilla Pointer .... Sra. Howard